# 新甫街道
新甫街道，是中华人民共和国山東省泰安市新泰市下辖的一个乡镇级行政单位。2013年12月自青云街道析置。

## 行政区划[2]
新甫街道下辖以下地区：
东西周村、南西周村、西西周南村、西西周北村、公岭村、泉北村、泉南村、南公北村、南公东村、南公南村、南公西村、万家庄村、龙山村、辉城村、泉西村、周全村、孔家岭村、安全村、西洛村、葛沟河村、西杏山村、耿家洼村、前上庄村、董家街村、水浒村、后上庄村、渭河庄村、桃花村、小河西村、上西峪村、下西峪村、上马场村、下马场村、上松山村、中松山村、下松山村、东窑沟村。